# Jerzy Aleksandrowicz (botanik)

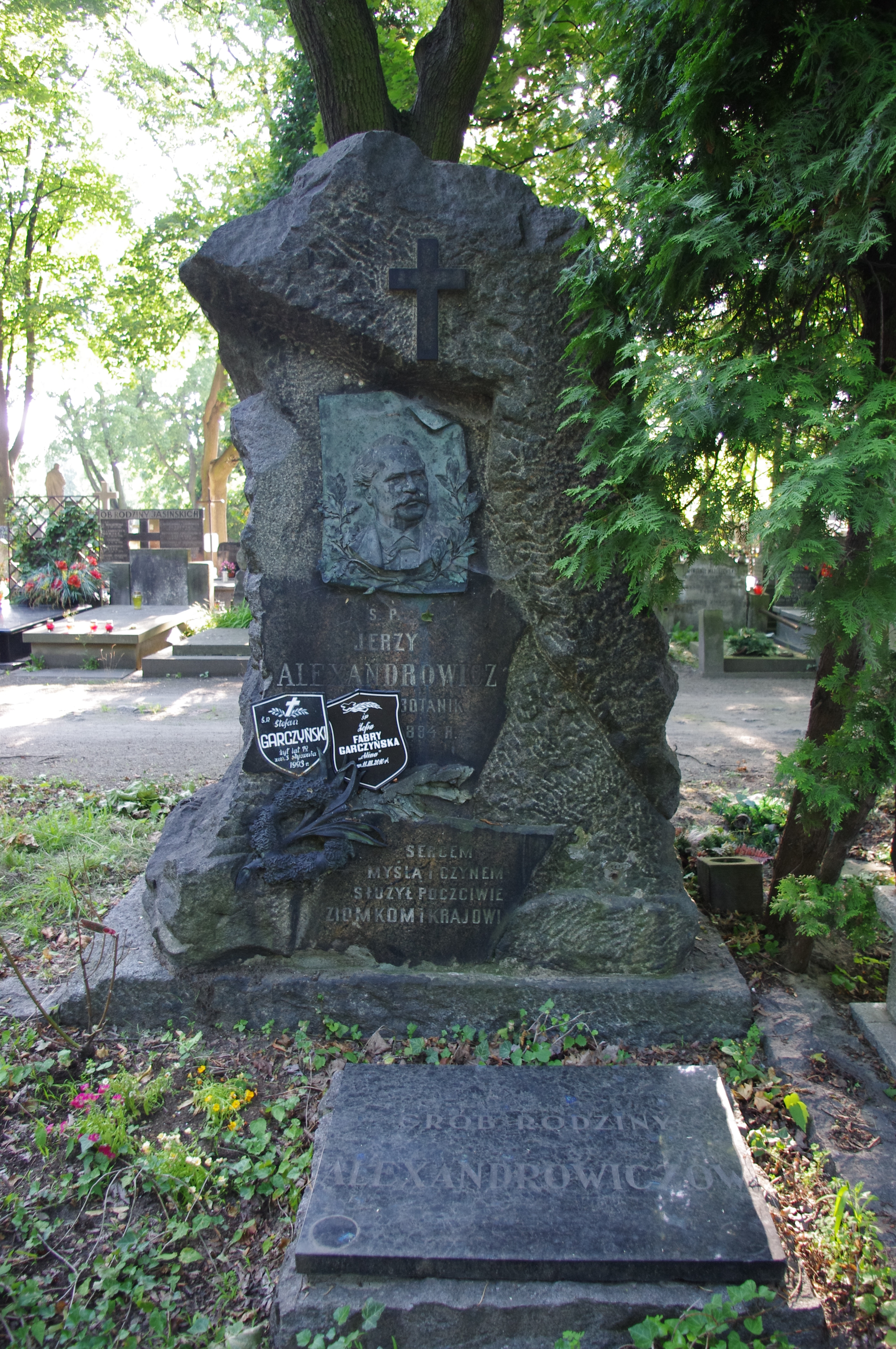
Grób Jerzego Aleksandrowicza na cmentarzu Powązkowskim w Warszawie

Jerzy Aleksandrowicz lub Alexandrowicz (ur. 3 stycznia 1819 we wsi Kumieciszki, w guberni augustowskiej, zm. 13 stycznia 1894 w Warszawie) – polski botanik, wykładowca i organizator instytucji związanych z przyrodą. Pionier jedwabnictwa w Polsce.

## Życiorys
Nazwisko rodziny brzmiało Aleksa, dopiero później zmienione zostało na Aleksandrowicz. Był synem zamożnego gospodarza wiejskiego pochodzenia litewskiego. Jego matką była Magdalena z Kluczyńskich. Po uzyskaniu matury w 1839 w Sejnach, korzystając ze stypendium rządowego, podjął studia na Uniwersytecie Petersburskim. W 1843 uzyskał tytuł kandydata nauk przyrodniczych. Po ukończeniu studiów rozpoczął pracę jako wykładowca w różnych uczelniach w Warszawie (m.in. wykładał anatomię w Szkole Sztuk Pięknych). W 1852 był w Tatrach wraz z Karolem Jurkiewiczem i Tytusem Chałubińskim.
Zmarł w Warszawie i został pochowany został na cmentarzu Powązkowskim (kwatera 62, rząd 5, grób 22).

## Działalność naukowa i organizatorska
Na uniwersytecie studiował botanikę, a za rozprawę konkursową Rodzina wrzosowatych Eriaceae okolic Petersburga otrzymał złoty medal.
Członek honorowy Towarzystwa Rolniczego w Królestwie Polskim w 1858 roku.
Od 1862 profesor botaniki w Szkole Głównej. W 1864 został dyrektorem Ogrodu Botanicznego w Warszawie, gdzie podjął badania fenologiczne i florystyczne. Z jego inicjatywy założono Ogród Pomologiczny na Marymoncie, przeniesiony później na teren folwarku Świętokrzyskiego.
W latach 1869–1878 wykładał botanikę na Cesarskim Uniwersytecie Warszawskim. Stopień doktora uzyskał za pracę na temat rozwoju grzybów śluzowców (O budowie i rozwoju sporangiów u śluzowców).
Ciekawie prowadzone przez Aleksandrowicza zajęcia ze studentami inspirowały ich do podejmowania badań naukowych. Jego uczeń Jan Rostafiński zajął się badaniem śluzowców i dwa nowo odkryte gatunki nazwał jego imieniem. Inny uczeń, Leon Nowakowski był autorem pracy o grzybach niższych.
Jerzy Aleksandrowicz publikował prace popularnonaukowe na temat m.in. chorób zbóż i partenogenezy. W 1879 założył pierwszą w Polsce Szkołę Ogrodniczą. Był encyklopedystą, jednym z autorów haseł do dwóch polskich encyklopedii: Encyklopedii rolniczej  oraz 28 tomowej Encyklopedii Powszechnej Orgelbranda z lat 1859-1868. Jego nazwisko wymienione jest w I tomie z 1859 roku na liście twórców zawartości tej encyklopedii.
Przyczynił się do utworzenia w 1884 Towarzystwa Ogrodniczego Warszawskiego i został jego pierwszym prezesem. Interesował się pszczelarstwem i jedwabnictwem. Założył pasieki w Ogrodzie Botanicznym i Pomologicznym. Zainicjował utworzenie w Warszawie Towarzystwa i Muzeum Pszczelniczego. Od 1887 był dyrektorem Muzeum Przemysłu i Rolnictwa.